# Agnières
Agnières és un municipi francès situat al departament del Pas de Calais i a la regió dels Alts de França. L'any 2007 tenia 216 habitants.

## Demografia

### Població
El 2007 la població de fet d'Agnières era de 216 persones. Hi havia 84 famílies de les quals 21 eren unipersonals (8 homes vivint sols i 13 dones vivint soles), 17 parelles sense fills, 42 parelles amb fills i 4 famílies monoparentals amb fills.
La població ha evolucionat segons el següent gràfic:
Habitants censats

### Habitatges
El 2007 hi havia 84 habitatges, 82 eren l'habitatge principal de la família i 2 estaven desocupats. Tots els 84 habitatges eren cases. Dels 82 habitatges principals, 67 estaven ocupats pels seus propietaris, 13 estaven llogats i ocupats pels llogaters i 2 estaven cedits a títol gratuït; 1 tenia una cambra, 1 en tenia dues, 8 en tenien tres, 20 en tenien quatre i 52 en tenien cinc o més. 77 habitatges disposaven pel capbaix d'una plaça de pàrquing. A 33 habitatges hi havia un automòbil i a 43 n'hi havia dos o més.

### Piràmide de població
La piràmide de població per edats i sexe el 2009 era:
| Homes | Edats   | Dones |
| ----- | ------- | ----- |
| 0     | 95 o +  | 0     |
| 0     | 90 a 94 | 0     |
| 4     | 85 a 89 | 0     |
| 0     | 80 a 84 | 0     |
| 4     | 75 a 79 | 12    |
| 0     | 70 a 74 | 4     |
| 0     | 65 a 69 | 0     |
| 0     | 60 a 64 | 8     |
| 12    | 55 a 59 | 0     |
| 8     | 50 a 54 | 12    |
| 8     | 45 a 49 | 0     |
| 0     | 40 a 44 | 8     |
| 4     | 35 a 39 | 8     |
| 0     | 30 a 34 | 0     |
| 0     | 25 a 29 | 0     |
| 0     | 20 a 24 | 8     |
| 8     | 15 a 19 | 0     |
| 8     | 10 a 14 | 0     |
| 4     | 5 a 9   | 4     |
| 0     | 0 a 4   | 0     |

## Economia
El 2007 la població en edat de treballar era de 138 persones, 104 eren actives i 34 eren inactives. De les 104 persones actives 96 estaven ocupades (55 homes i 41 dones) i 8 estaven aturades (1 home i 7 dones). De les 34 persones inactives 8 estaven jubilades, 15 estaven estudiant i 11 estaven classificades com a «altres inactius».

### Ingressos
El 2009 a Agnières hi havia 86 unitats fiscals que integraven 240,5 persones, la mediana anual d'ingressos fiscals per persona era de 20.150 €.

### Activitats econòmiques
Dels 7 establiments que hi havia el 2007, 2 eren d'empreses de construcció, 1 d'una empresa d'informació i comunicació, 1 d'una empresa financera, 2 d'empreses de serveis i 1 d'una entitat de l'administració pública.
L'únic servei als particulars que hi havia el 2009 era una empresa de construcció.

## Equipaments sanitaris i escolars
El 2009 hi havia una escola elemental integrada dins d'un grup escolar amb les comunes properes formant una escola dispersa.

## Poblacions properes
El següent diagrama mostra les poblacions més properes.